# Championnats panaméricains de judo 2021
Navigation
Édition précédente Édition suivante
Les Championnats panaméricains de judo 2021, quarante-sixième édition des Championnats panaméricains de judo réunifiés, ont lieu du 15 au 16 avril 2021 à Guadalajara, au Mexique.

## Podiums

### Femmes
| Épreuves                          | Or              | Argent             | Bronze                           |
| --------------------------------- | --------------- | ------------------ | -------------------------------- |
| Moins de 48 kg poids super-légers | Mary Dee Vargas | Gabriela Chibana   | Nathália Brígida Luz Peña        |
| Moins de 52 kg poids mi-légers    | Larissa Pimenta | Angelica Delgado   | Katelyn Jarrell Kristine Jiménez |
| Moins de 57 kg poids légers       | Arnaes Odelín   | Ketelyn Nascimento | Kelly Deguchi Jéssica Pereira    |
| Moins de 63 kg poids mi-moyens    | Ketleyn Quadros | Prisca Awiti       | Alisha Galles Estefania García   |
| Moins de 70 kg poids moyens       | Ellen Santana   | Celinda Corozo     | Chantal Wright —                 |
| Moins de 78 kg poids mi-lourds    | Vanessa Chalá   | Kaliema Antomarchi | Karen León Nefeli Papadakis      |
| Plus de 78 kg poids lourds        | Beatriz Souza   | Nina Cutro-Kelly   | Priscila Martínez Melissa Mojica |

### Hommes
| Épreuves                          | Or                | Argent           | Bronze                             |
| --------------------------------- | ----------------- | ---------------- | ---------------------------------- |
| Moins de 60 kg poids super-légers | Lenin Preciado    | Steven Morocho   | Dilmer Calle Moisés Rosado         |
| Moins de 66 kg poids mi-légers    | Willian Lima      | Orlando Polanco  | Wander Mateo Juan Postigos         |
| Moins de 73 kg poids légers       | Magdiel Estrada   | Alonso Wong      | Gilberto Cardoso Julián Sancho     |
| Moins de 81 kg poids mi-moyens    | Guilherme Schmidt | Emmanuel Lucenti | Samuel Ayala Medickson del Orbe    |
| Moins de 90 kg poids moyens       | Robert Florentino | Rafael Macedo    | Francisco Balanta Yuta Galarreta   |
| Moins de 100 kg poids mi-lourds   | Kyle Reyes        | Thomas Briceño   | Leonardo Gonçalves Nathaniel Keeve |
| Plus de 100 kg poids lourds       | Rafael Silva      | David Moura      | Sergio del Sol Freddy Figueroa     |

## Tableau des médailles
- Pays organisateur ( Mexique)

| Rang  | Nation                 | Or | Argent | Bronze | Total |
| ----- | ---------------------- | -- | ------ | ------ | ----- |
| 1     | Brésil                 | 7  | 4      | 3      | 14    |
| 2     | Équateur               | 2  | 2      | 3      | 7     |
| 3     | Cuba                   | 2  | 2      | 0      | 4     |
| 4     | Chili                  | 1  | 1      | 0      | 2     |
| 5     | République dominicaine | 1  | 0      | 2      | 3     |
| 6     | Canada                 | 1  | 0      | 1      | 2     |
| 7     | États-Unis             | 0  | 2      | 5      | 7     |
| 8     | Mexique                | 0  | 1      | 5      | 6     |
| 9     | Pérou                  | 0  | 1      | 3      | 4     |
| 10    | Argentine              | 0  | 1      | 0      | 1     |
| 11    | Colombie               | 0  | 0      | 1      | 1     |
| 11    | Costa Rica             | 0  | 0      | 1      | 1     |
| 11    | Panama                 | 0  | 0      | 1      | 1     |
| 11    | Porto Rico             | 0  | 0      | 1      | 1     |
| 11    | Venezuela              | 0  | 0      | 1      | 1     |
| Total | Total                  | 14 | 14     | 27     | 55    |